# Caribchthonius butleri
Caribchthonius butleri är en spindeldjursart som beskrevs av William B. Muchmore 1976. Caribchthonius butleri ingår i släktet Caribchthonius och familjen käkklokrypare. Inga underarter finns listade.